# Louis Loustalot
Pour les articles homonymes, voir Loustalot.
Louis Mathieu Gustave Jean Loustalot est un homme politique français né le 4 janvier 1861 à Dax (Landes) et décédé le 7 novembre 1933 à Paris 16e.

## Biographie
Fils de Gustave Loustalot, député des Landes, il est secrétaire général de la préfecture de l'Aube de 1886 à 1889, puis de celle de l'Oise et des Pyrénées-Atlantiques. Conseiller général, il est député des Landes de 1910 à 1919, siégeant sur les bancs radicaux. Impliqué dans l'affaire Caillaux en 1918, il n'est finalement pas renvoyé devant la Haute Cour. Il ne se représente pas en 1919.

## Sources
- « Louis Loustalot », dans le Dictionnaire des parlementaires français (1889-1940), sous la direction de Jean Jolly, PUF, 1960 [détail de l’édition]